# Shraga Feivel Mendlowitz
Pour les articles homonymes, voir Mendelevitch.
Shraga Feivel (Paul) Mendlowitz (né le 15 mars 1887 à Világ, Autriche-Hongrie et mort le 7 septembre 1948) est un rabbin orthodoxe américain, fondateur de Torah U'Mesorah et de 1920 jusqu'à sa mort, rosh yeshiva de la yechiva Torah Vodaas à Brooklyn, New York.

## Biographie
Shraga Feivel Mendlowitz, est né le 15 mars 1887 à Világ, Autriche-Hongrie, une petite ville près de la frontière de la Pologne. Il est le fils de Moshe Mendlowitz (né à Világ en 1856 et mort en 1909) et de Bas-Sheva (ou Sima Tcheba ou Tscheba) Mendlowitz (morte en 1896), une famille hassidique. 
Sa mère meurt lorsqu'il a dix ans. Deux ans plus tard, sa famille s'installe à Medzilaborce, en Slovaquie.
Il épouse, en 1909, à 22 ans, Bluma Rachel Bertha Shaller, âgée de 21 ans, Roch Hodech Eloul 5669/1909. Née en 1888, elle est la fille de Shimon Halevi Shaller de Riminov (Rymanów), en Pologne et la plus jeune sœur de sa belle-mère, son père, Moshe Mendlowitz, s'étant remarié.

### Études
Après sa bar-mitzvah, il va étudier dans les ybechivot de Chust (Khoust, aujourd'hui en Ukraine), Unsdorf (Huncovce en Slovaquie) et Pressburg (Bratislava en Slovaquie).
Il est ordonné rabbin (semikha) à 17 ans. Il continue ses études avec le rabbin Simcha Bunim Schreiber (le Shevet Sofer), petit-fils du Hatam Sofer). Il refuse plus tard de se faire appeler « rabbin », insistant qu'il n'est que « monsieur. »

### États-Unis

#### Scranton
Il part seul pour les États-Unis, où il arrive à Philadelphie en septembre 1913. Son but : répandre l'étude du judaïsme. Il s'installe à Scranton en  Pennsylvanie, où pendant 7 ans il enseigne dans un Talmud Torah.

#### Brooklyn
En 1920, il réussit à faire venir sa famille de Hongrie, ils s'installent à Williamsburg , Brooklyn.
Shraga Feivel Mendlowitz s'associe en 1923 avec le Hazzan Yossele Rosenblatt pour fonder un hebdomadaire en yiddish et en anglais, Dos Yiddishe Licht (La lumière juive), qui devient un quotidien, mais qui ferme ses portes en 1927, faute de moyens financiers. Rosenblatt doit partir une année en tournée pour payer les créditeurs.
Les fondateurs de la yechiva Torah Vodaath lui offrent d'en prendre la direction. Il établit une école primaire juive puis une école secondaire (Mesivta) juive en 1926 (la seconde aux États-Unis, après la Talmudical Academy fondé en 1916 et liée à l'université Yeshiva.
Il choisit le rabbin Gedalia Schorr comme enseignant à la Yechiva Torah Vodaath, puis comme directeur et rosh yeshiva.